# کاراکاستک
کاراکاستک (به قزاقی: Karakastek) یک منطقهٔ مسکونی در قزاقستان است که در استان آلماتی واقع شده‌است.